# Майский (Александровский район)
Майский — посёлок в Александровском районе Оренбургской области. Входит в Султакаевский сельсовет.

## История
В 1960 году указом Президиума Верховного Совета РСФСР поселок фермы № 3 совхоза «Притокский» переименован в Майский.

## Население
| 2010 |
| ---- |
| 102  |